# Dudowiec
Dudowiec – potok, prawy dopływ Piekielnika.
Potok wypływa na wysokości około 656 m na torfowiskach w miejscowości Czarny Dunajec w Kotlinie Orawsko-Podhalańskiej. Płynie krętym korytem przez płaskie tereny tej kotliny, przepływając przez torfowisko Bory. Na wysokości 638 m uchodzi do Piekielnika. Spadek potoku na całej jego długości wynosi tylko 18 m.
Cała zlewnia Dudowca znajduje się na niezamieszkanych torfowiskach Kotliny Nowotarskiej. Uchodzi do niego kilka rowów odwadniających te torfowiska.